# Дом Сафонова

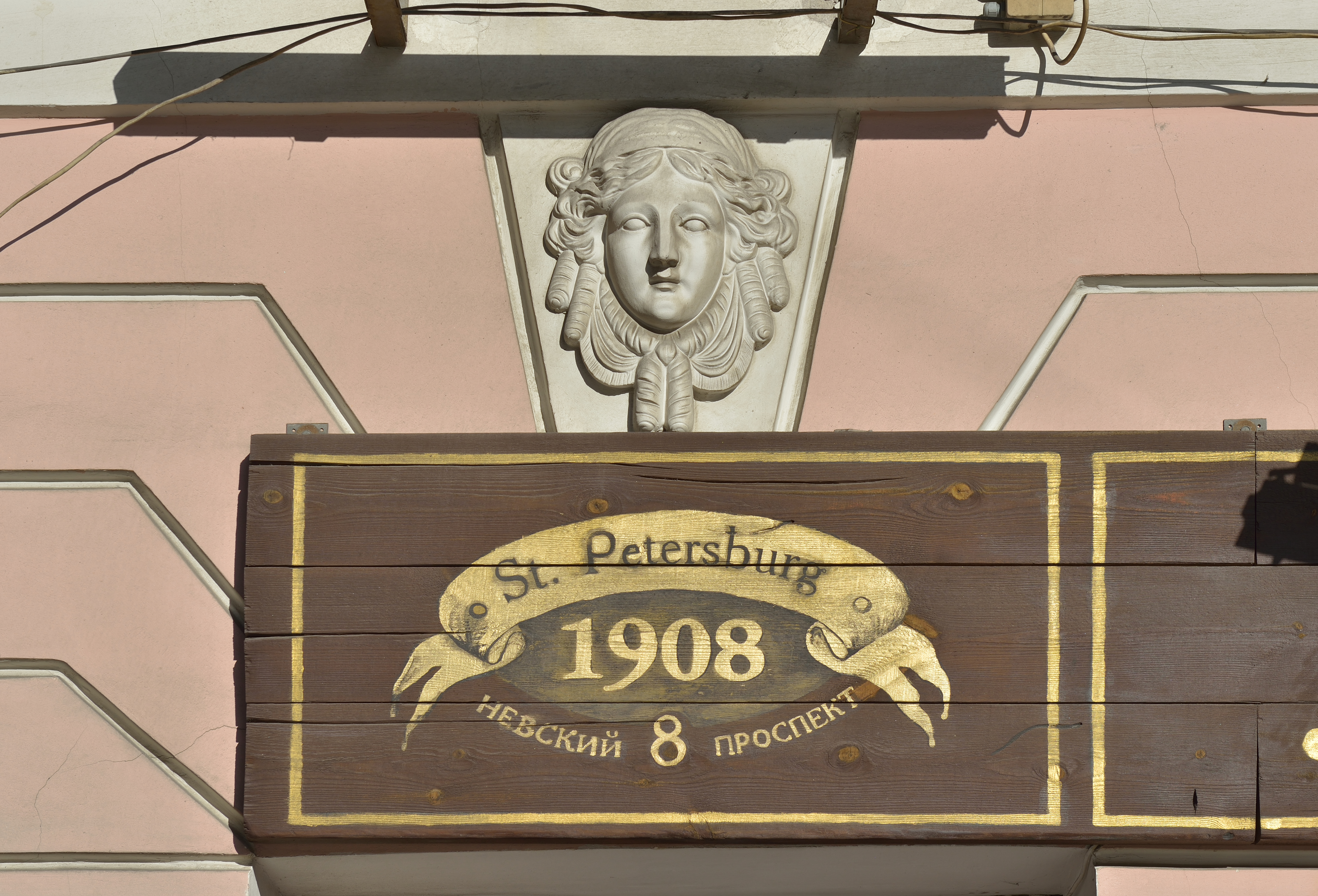
Деталь украшения фасада над окнами первого этажа

Дом Сафонова (дом Перкина) — памятник архитектуры. Расположен в Санкт-Петербурге, современный адрес дома — Невский проспект, 8.
Один их трёх сохранившихся домов застройки 1760-х годов согласно проекту застройки А. В. Квасова. По решению фасада близок к дому 10, но фасад был изменён в 1830-е годы. Архитектор неизвестен (вероятно, сам А. В. Квасов).
Построен для нотариуса И. И. Перкина, с 1775 года домом владели олонецкие купцы М. И. и О. М. Сафоновы, при них в доме размещался немецкий кукольный театр. Фасад был оформлен в стиле раннего классицизма, но при перестройке приобрёл черты позднего классицизма. На фризе расположены барельефы грифонов.
В первой трети XIX века владельцы — купец М. А. Марс, затем Дуригины. С 1860-х годов в доме был магазин чугунных изделий завода Ф. К. Сан-Галли, в 1880-е Сан-Галли приобрёл здание у вдовы действительного статского советника С. Н. Стариковой. В доме находилась мастерская портного К. Руча, страховое общество «Якорь» (основано в 1872 году), типография М. Л. Меркушева, книжный магазин «Эггерс и К°» и мастерская портного К. Юргенса. Во времена НЭПа в доме был магазин старых вещей, с 1955 года — магазин-салон «Лавка художника». Во дворе дома на 2023 находятся различные офисы.